# فهرست میراث جهانی در لهستان
میراث جهانی در لهستان شامل ۱۵ اثر فرهنگی و ۲ اثر طبیعی می‌باشد.
سایتهای میراث جهانی سازمان آموزشی، علمی و فرهنگی ملل متحد، یونسکو مکان‌هایی هستند که دارای اهمیت فرهنگی یا طبیعی هستند، همان‌طور که در پیمان‌نامه میراث جهانی یونسکو، که در سال ۱۹۷۲ تأسیس شده، شرح داده شده‌است. لهستان این پیمان‌نامه را در تاریخ ۲۹ ژوئن ۱۹۷۶ پذیرفت و از آن هنگام، مکان‌های طبیعی و فرهنگی لهستان دارای شرایط برای گنجانده شدن در فهرست میراث جهانی هستند.
تا سال ۲۰۲۱، هفده سایت میراث جهانی در لهستان وجود دارد که شامل ۱۵ مکان فرهنگی و ۲ مکان طبیعی هستند. دو مکان نخستی که توسط یونسکو فهرست شدند، معدن نمک ویلیچکا و شهر تاریخی کراکوف در سال ۱۹۷۸ بودند. جدیدترین اثر افزوده‌شده پارک ملی بیشچاد به عنوان بخشی از جنگل‌های کهنسال راش کارپات و مناطق دیگر اروپا است که در ژوئیه ۲۰۲۱ فهرست شد. چهارتا از سایت‌ها مشترک با کشورهای دیگر است. جنگل بیاوویسکا با بلاروس، کلیساهای چوبی منطقه کارپات با اوکراین، بوستان موسکائو با آلمان و جنگل‌های کهنسال راش کارپات و مناطق دیگر اروپا با ۱۸ کشور اروپایی دیگر مشترک هستند. افزون بر میراث‌های ثبت‌شده، لهستان پنج موقعیت دیگر را در فهرست آزمایشی خود گنجانده‌است.

## میراث جهانی
یونسکو سایت‌ها را با ده معیار فهرست می‌کند. هر ورودی باید حداقل یکی از معیارها را داشته باشد.
| #  | نگاره                                                      | نام                                           | موقعیت (استان)             | سال ثبت | ش ثبتمعیارها    | شرح | منبع        |
| ۱  | Krakow main square from above                              | شهر تاریخی کراکوف                             | لهستان کوچک                | ۱۹۷۸    | ۲۹iv            | شهر کراکوف که در سال ۱۲۵۷ شکل گرفت، پایتخت کهن لهستان است. این مرکز تاریخی شامل سه مجموعه شهری است؛ شهر قرون وسطایی کراکوف، دژ واول (سکونتگاه سلطنتی همراه با کلیسای جامع واول که چندین پادشاه لهستانی به خاک سپرده شده‌اند)، و شهر کازیمرز که شامل حومه شهری استرادوم که توسط ساکنان کاتولیک و یهودی شکل گرفته نیز می‌باشد. کراکوف شهر هنر و صنایع دستی بود و نقطه دیدار شرق و غرب بود. این شهر سطح بالایی از یکپارگی را حفظ کرده و ساختمان‌ها و سازه‌هایی به شیوه معماری رمانسک و معماری مدرن دارد. در سال ۲۰۱۰ یک تغییر مرز جزئی در سایت انجام شد. | [ ۵ ]       |
| ۲  | Underground hall from above, chandeliers and tourists      | معادن نمک ویلیچکا و بوخنیا                    | لهستان کوچک                | ۱۹۷۸    | ۳۲، ۱۴۷ iv      | نواحی نزدیک ویلیچکا و بوچنیا حاوی ته‌نشست‌هایی از سنگ نمک هستند که از سده ۱۳ میلادی در حال استخراج هستند. صدها کیلومتر تونل در هر دو معدن کنده شده‌اند که شامل آثار هنری مانند پیکره‌های ساخته شده در نمک و کلیساهای زیرزمینی هستند. معدن‌ها همچنین توسعه فناوری معدن در اروپا را نشان می‌دهند. ویلیچکا نخستین بار به صورت جداگانه در سال ۱۹۷۸ فهرست شد. یازده سال پس از آن، به دلیل خطراتی که رطوبت برای پیکره‌های نمک به وجود آورده بود این سایت به فهرست میراث جهانی در معرض خطر افزوده شد. در سال ۱۹۹۸ به دنبال برنامه‌ای که معدن را به‌طور مؤثر رطوبت‌زدایی کرد این اثر از فهرست میراث جهانی در خطر حذف شد. در سال ۲۰۰۸ یک تغییر مرز جزئی در سایت انجام شد. معدن بوچنیا در سال ۲۰۱۳ افزوده شد. | [ ۶ ] [ ۷ ] |
| ۳  | Entrance gate in red brick and railway tracks              | اردوگاه آشویتس                                | لهستان کوچک                | ۱۹۷۹    | ۳۶۳ vi          | آشویتس شبکه‌ای از اردوگاه‌های کار اجباری آلمان نازی و اردوگاه‌های مرگبود که توسط آلمان نازی در مناطق انضمامی لهستان به خاک آلمان نازی در طول جنگ جهانی دوم ساخته شد. این مکان بزرگترین اردوگاه مرگ آلمان نازی بود. میراث جهانی آشویتس ۱ (اردوگاه اصلی)، آشویتس ۲ (اردوگاه مرگ) و یک گورستان دسته‌جمعی از زندانیان است. این سایت در اصل با عنوان «اردوگاه مرگ آشویتس» فهرست شده بود، اما به درخواست لهستان نام آن به «آشویتس بیرکناو» با زیرعنوان «اردوگاه مرگ و کار اجباری آلمان نازی (۱۹۴۰–۱۹۴۵)» تغییر یافت. | [ ۸ ] [ ۹ ] |
| ۴  | Three grazing European bison                               | جنگل بیاوویسکا*                               | پودلاسکی                   | ۱۹۷۹    | ۳۳ vii          | جنگل بیاوویسکا مجموعه‌ای پیچیده از جنگل‌ها است و دارای درخت‌های کهن گسترده‌ای است. این جنگل در مرز بلاروس و لهستان واقع‌شده‌است. این جنگل نمونه‌ای از بوم‌منطقه زمینی جنگل‌های مخلوط اروپای مرکزی است و مکان‌های دیگری مانند مراتع مرطوب، دره رودها و دیگر مناطق مرطوب می‌شود. این منطقه خانه جمعیت زیادی از ویسنت‌های آزاد است و دیگر جانوران مانند گرگ، وشق و شنگ در آن زندگی می‌کنند. بخش لهستانی جنگل نخستین بار در سال ۱۹۷۹ فهرست شد. بخش بلاروسی در سال ۱۹۹۲ فهرست شد و در سال ۲۰۱۴ منطقه محافظت‌شده آن گسترش یافت. | [ ۱۰ ]      |
| ۵  |                                                            | منطقه تاریخی ورشو                             | ماسوویان                   | ۱۹۸۰    | ۳۰ ii, vi       | بخش‌های تاریخی ورشو، پایتخت لهستان، در قیام ورشو در سال ۱۹۴۴ توسط سربازان نازی از عمد تخریب شد. بیش از ۸۵٪ از بخش‌های تاریخی تخریب شدند. پس از جنگ، یک پویش بازسازی آغاز شد که پنج سال به طول انجامید و شهر قدیمی به‌طور دقیق بازسازی شد. روند بازسازی تا دهه ۱۹۶۰ به طول کشید و در سال ۱۹۸۴ دژ پادشاهی ورشو برای عموم باز شد. | [ ۱۱ ]      |
| ۶  |                                                            | منطقه تاریخی زاموشچ                           | لوبلین                     | ۱۹۹۲    | ۵۶۴ iv          | زاموشچ در سده ۱۶ میلادی توسط یان زامویسکی بنیان‌گذاری شد. این شهر که نمونه‌ای از یک شهر دوران پایانی رنسانس است، توسط برناردو موراندو از پادووا طراحی شد. طراحی اصلی شهر تاکنون نگه داشته شده و دفاعی‌ها و ساختمان‌هایی که تاثیرپذیر معماری ایتالیایی و اروپای مرکزی بودند نیز تاکنون نگه داشته شده‌اند. | [ ۱۲ ]      |
| ۷  |                                                            | دژ مالبورک                                    | پومرانی                    | ۱۹۹۷    | ۸۴۷ ii, iii, iv | دژ مالبورک توسط شوالیه‌های تتونیک، یک دستور مذهبی کاتولیک که بازمانده جنگ‌های صلیبی بودند، پس از آنکه موقعیت استادبزرگ شوالیه‌ها از ونیز به مالبورک تغییر یافت ساخته شد. این دژ یک نمونه کلاسیک از یک دژ قرون وسطایی به شیوه شوالیه‌های تتونیک است. این دژ در طول جنگ جهانی دوم آسیب دید اما بعدها دقیق بازسازی شد. | [ ۱۳ ]      |
| ۸  | Red brick gothic town hall, tourists around                | شهر قرون وسطایی ترونی                         | کویافسکو-پومورسکی          | ۱۹۹۷    | ۸۳۵ii, iv       | ترونی توسط شوالیه‌های تتونیک بنیان‌گذاری شد و در میانه سده ۱۳ میلادی در آنجا برای بشارت پروس یک دژ ساختند. این شهر بعداً عضو لیگ هانزا شد و یک شهر مهم برای تجارت دریای بالتیک و اروپای شرقی بود. شهری که در قرون وسطی ساخته شده بود تاکنون سالم مانده که شامل چندین خانه در شیوه معماری گوتیک آجری است، مانند خانه ستاره‌شناس و ریاضی‌دان معروف، نیکلاس کوپرنیک. | [ ۱۴ ]      |
| ۹  | Church with white walls, red roof and copper-covered domes | پارک کالاریا زبژدوسکا                         | لهستان کوچک                | ۱۹۹۹    | ۹۰۵ii, iv       | این مجموعه مذهبی (یک گلگتا) توسط ویووده کراکف، میکووای زیرژیدووسکی در ابتدای سده ۱۶۰۰ ساخته شد. این مجموعه شامل یک صومعه، چندین کلیسا و زیارتگاه است که به شیوه تکلف‌گرایی ساخته شده‌است. این مجموعه نمونه‌ای از زیارتگاه‌های گلگتایی در دوران اصلاح کاتولیک است. این مجموعه که تقریباً بدون تغییر باقی مانده، همچنان به عنوان یک مکان زیارتی در سده ۲۱ فعالیت می‌کند. | [ ۱۵ ]      |
| ۱۰ | Interior view of a church, richly decorated wooden details | کلیساهای صلح                                  | سیلزی سفلی                 | ۲۰۰۱    | ۱۰۵۴ii, iv, vi  | کلیساهای صلح در یاوور و شویدنگتسا در سیلزی پس از پیمان وستفالی در سال ۱۶۴۸ نام‌گذاری شد که به لوتریان‌ها اجازه ساخت سه کلیسا با چوب و سنگ بیرون از دیوارهای شهر را داد. شرایط دیگر پیمان‌نامه این بودند که کلیساها نباید برج داشته باشند و ساخت آن باید در طول یک سال به پایان می‌رسید. کلیسای سوم در سال ۱۶۵۲ در گووگوو ساخته شد اما به قرن بعد به آتش کشیده شد. | [ ۱۶ ]      |
| ۱۱ |                                                            | کلیساهای چوبی جنوب لهستان کوچک                | استان لهستان کوچک          | ۲۰۰۳    | ۱۰۵۳iii, iv     | شش کلیسای این منطقه نشان‌دهنده بهترین کلیساهای نگه‌داشته‌شده در طول تاریخ هستند. این کلیساها به شیوه گوتی ساخته شدند اما در برخی شهرها مواد ساخت آن‌ها متفاوت هستند. این کلیساها توسط خاندان‌های اشرافی حمایت می‌شدند و به‌شیوه ثروتمندانه‌ای طراحی شده‌اند. | [ ۱۷ ]      |
| ۱۲ | Red castle, pond in front                                  | بوستان موسکائو*                               | لوبوسکی                    | ۲۰۰۴    | ۱۱۲۷i, iv       | این بوستان در حاشیه رود لوسیشن نایسه قرار دارد و بین آلمان و لهستان تقسیم شده‌است. این بوستان توسط هرمن ون پوکلر-موسکائو از سال ۱۸۱۵ تا ۱۸۴۴ ساخته شده‌است و گیاهان محلی با پیش‌زمینه طبیعی را به کار گرفته‌است. طراحی پارک بر توسعه حرفه معماری منظر تأثیر گذاشت. با آسیب شدید در طول جنگ جهانی دوم، از آن زمان در هر دو کشور بازسازی شده‌است. | [ ۱۸ ]      |
| ۱۳ | Large concrete dome with an open space in front            | ساختمان سده                                   | سیلزی سفلی                 | ۲۰۰۶    | ۱۱۶۵i, ii, iv   | ساختمان سده یک ساختمان نوگرای ابتدایی است که با بتن مسلح ساخته شده‌است. این ساختمان توسط ماکس برگ به عنوان یک مکان برای میزبانی زمین نمایشگاه یا سالن اجتماعات و رویدادهای ورزشی، کنسرت‌ها و نمایش‌های تئاتر ساخته شد. این ساختمان که میان سال‌های ۱۹۱۱ و ۱۹۱۳ ساخته شد، در زمان ساختش بزرگ‌ترین گنبد بتنی در جهان را داشت. این ساختمان برای ساختمان‌هایی که بعداً ساخته شدند یک الگو بود. | [ ۱۹ ]      |
| ۱۴ |                                                            | منطقه کلیساهای چوبی اوکراین و لهستان*         | لهستان کوچک، پودکارپاتسکیه | ۲۰۱۳    | ۱۴۲۴iii, iv     | این میراث ۱۶ کلیسای چوبی (tserkvas) در کوه‌های کارپات است که نیمی از آن‌ها در لهستان و نیمی دیگر در اوکراین قرار دارند. این کلیساها میان سده‌های ۱۶ تا ۱۹ میلادی توسط جوامع مذهب‌های ارتدکس شرقی و کاتولیک یونانی ساخته شدند. طراحی کلیساها بر پایه سنت‌های کلیسایی ارتدکس با اثرات محلی است. این کلیساها شامل برج‌های زنگ چوبی، صفحات شکل‌گرا، حیاط کلیسا دروازه و گورستان هستند. | [ ۲۰ ]      |
| ۱۵ |                                                            | معدن نقره تاریخی در تارنووسکیه گوره           | سیلسیان                    | ۲۰۱۷    | ۱۵۳۹i, ii, iv   | معدن تاریخی مس، نقره و روی در تارنووسکیه گوره واقع شده‌است. به دلیل واقع شدن در یک فلات، این معدن مشکلات اساسی مانند زهکشی آب برخلاف معادنی که در مناطق کوهستانی قرار دارند داشت. با بیش از ۳۰۰ سال فعالیت، روش‌های مختلفی برای حذف آب از تونل‌ها به کار گرفته شدند، مانند پمپ‌های موتور بخار در سده ۱۹. | [ ۲۱ ]      |
| ۱۶ |                                                            | کرژمیونی                                      | اشوی‌داشکسیه                | ۲۰۱۹    | ۱۵۹۹iii, iv     | کرژمیونی دسته‌ای از چهار معدن سنگ آتشزنه از دوران نوسنگی و ابتدای عصر برنز (۳۹۰۰ تا ۱۶۰۰ پ. م) است. آتشزنه معمولاً برای ساخت تبر به کار می‌رفت. بیش از ۴۰۰۰ شفت و گودال و همچنین کارگاه سنگ آتشزنه در یکی از جامع‌ترین سیستم‌های استخراج و فرآوری سنگ آتشزنه زیرزمینی ماقبل تاریخ شناسایی شده‌است. | [ ۲۲ ]      |
| ۱۷ |                                                            | جنگل‌های کهنسال راش کارپات و مناطق دیگر اروپا* | پودکارپاتسکیه              | ۲۰۲۱    | ۱۱۳۳ix          | این سایت شامل جنگل در ۱۸ کشور اروپایی می‌شود. این جنگل‌ها روند گسترش پس از یخبندان جنگل‌های راش اروپایی را نشان می‌دهند و کامل‌ترین و جامع‌ترین الگوهای اکولوژیکی و فرآیندهای توده‌های خالص و مختلط راش اروپایی را در شرایط محیطی مختلف به نمایش می‌گذارند. این سایت نخستین بار در سال ۲۰۰۷ فهرست شد و به‌طور مداوم در سال‌های ۲۰۱۱، ۲۰۱۷ و ۲۰۲۱ گسترش یافت تا دیگر کشورها را شامل بشود. پارک ملی بیشچاد در لهستان در سال ۲۰۲۱ فهرست شد. | [ ۲۳ ]      |

## فهرست آزمایشی
علاوه بر سایت‌های موجود در فهرست میراث جهانی، کشورهای عضو می‌توانند فهرستی از سایت‌های آزمایشی را که ممکن است برای نامزدی در نظر بگیرند، در این فهرست قرار دهند. نامزدها در فهرست میراث جهانی تنها در صورتی پذیرفته می‌شوند که سایت قبلاً در فهرست آزمایشی قرار داشته باشد. تا سال ۲۰۲۰، لهستان شش اثر را در فهرست آزمایشی خود دارد.
| # | نگاره                                                 | نام                         | موقعیت (استان) | سال ثبت | شماره ثبت | معیارها    | شرح | منبع          |
| ۱ | Gdansk waterfront and a old-style ship in the channel | گدانسک                      | پومرانی        | ۲۰۰۵    | ۵۳۰       | ii, iv, vi | شهر گدانسک شاهد رویدادهای مهمی در تاریخی اروپا بود مانند نخستین نبرد جنگ جهانی دوم و آغاز اتحادیه همبستگی سولیدارنوشچ. افزون بر این، شهر تاریخی اصلی شماری از ساختمان‌ها با معماری‌های گوتی و رنسانسی را دارد. | [ ۲۵ ]        |
| ۲ |                                                       | کانال آگوستوف*              | پولادسکی       | ۲۰۰۶    | ۱۸۹۲      | i, ii      | کانال آگوتسوف در سال‌های ۱۸۲۳–۱۸۳۹ ساخته شد تا دو رود اصلی ویستولا از طریق رود بیبرزا – شاخه‌ای از نارف و نمان از طریق شاخه‌اش – چرنا هانژا، را به یک دیگر وصل کند و همچنین به دریای سیاه از سمت جنوب از طریق کانال اوگینسکی، رود دائوگاوا، برزینا و رود دنیپر راه دارد. این کانال اجازه می‌داد راه‌های تجاری منطقه پروس شرقی که پیش‌تر عوارض گمرکی بالایی برای کالاهای لهستانی و لیتوانیایی وضع کرده بود را دور زد. میراث فنی کانال شامل سد سلولی، سرریز‌ها، مسیرهای یدک‌کش و جاده‌ها و پل‌ها است. این کانال هم‌اکنون بر منطقه‌های بلاروس و لهستان واقع شده که نامزدی را فراملی می‌کند. | [ ۲۶ ] [ ۲۷ ] |
| ۳ | River gorge, surrounded by tree-covered mountains     | تنگه رود دونایتس            | لهستان کوچک    | ۲۰۰۶    | ۲۱۰۲      | -          | تنگه رود دونایتس در پارک ملی پینی از لحاظ گیاهی و جانوری غنی است. از آنجایی که رشته‌کوه پینی یخ‌زده نشد، می‌توان از این مکان به عنوان پژوهش تکامل گیاهان از دوران آخرین بیشینه یخچالی بهره برد. | [ ۲۸ ]        |
| ۴ |                                                       | گدنیا                       | استان پومرانی  | ۲۰۱۹    | ۶۴۳۱      | ii, iv, v  | پس از جنگ جهانی اول، شهر گدانسک مقام ایالت آزاد دانتسیگ را به‌دست‌آورد، بنابراین لهستان نمی‌توانست آن را به عنوان یک بندر به کار بگیرد. روستای نزدیکی به نام گدنیا پایگاه جدید اقتصادی شد و در دهه‌های ۱۹۲۰ و ۱۹۳۰ در آن یک مرکز نوگرا ساخته شد. در آن زمان، جمعیت شهر از ۱٬۲۰۰ تن به ۱۲۰٬۰۰۰ تن رشد کرد و این شهر نمادی از نوگرایی و جاه‌طلبی جمهوری نوپای لهستان شد. | [ ۲۹ ]        |
| ۵ |                                                       | موزه کاغذسازی دوشنگکی-زدروی | سیلزی سفلی     | ۲۰۱۹    | ۶۴۳۹      | iii, iv    | کارخانه کاغذ در دوشنگکی-زدروی یکی از کهن‌ترین کارخانه‌های کاغذ اروپا است. این کارخانه در سده ۱۶ میلادی ساخته شد و برای صاحبانش در سده ۱۷ قروت و سود زیادی بار آورد. در سال ۱۹۶۸ یک موزه شد. هنگام افزوده شدن به فهرست آزمایشی، این کارخانه همچنان در حال ساخت کاغذ به شیوه سنتی بود. | [ ۳۰ ]        |